# فلوريدا (ميزوري)
فلوريدا (بالإنجليزية: Florida, Missouri)‏ هي بلدة تقع في الولايات المتحدة في ميزوري. يقدر عدد سكانها بـ 0 نسمة ومساحتها 0.3 كم2 وترتفع عن سطح البحر 201 متر.

## أعلام
- مارك توين